# إنريكي أو. أراغون
إنريكي أو. أراغون (بالإسبانية: Enrique O. Aragón)‏ هو طبيب وأستاذ جامعي مكسيكي، ولد في 22 مارس 1880 في مدينة مكسيكو في المكسيك، وتوفي في 1942.